# パルマス (パラナ州)
パルマス（ポルトガル語: Palmas）は、ブラジル南部のパラナ州にある小都市。州南中部の山あいに位置し、パルマ地区の中心地でもある。人口は2004年時点で3万8011人、面積は1586.1平方キロ、標高は1056m。大学と高校が1校ずつある。